# Radobor
Radobor (makedonska: Радобор) är en ort i Nordmakedonien. Den ligger i kommunen Mogila, i den södra delen av landet, 100 kilometer söder om huvudstaden Skopje. Radobor ligger 580 meter över havet och antalet invånare är 415.